# La maravillosa vida breve de Óscar Wao
The Brief Wondrous Life of Oscar Wao (La maravillosa vida breve de Óscar Wao en español) es una novela en inglés, con algún español usado, la primera del escritor Junot Díaz, nacido en la República Dominicana y criado en los Estados Unidos. Ha sido galardonada con el Premio Pulitzer de novela 2008 y el premio National Book Critics Circle Award en 2008. Además, ha sido considerada la mejor novela de 2007 por las revistas Time y New York Magazine. En español se ha publicado como La maravillosa vida breve de Óscar Wao (Mondadori, 2008). 
La novela toca temas sobre la identidad, el racismo, los tiempos de Rafael Leónidas Trujillo en la República Dominicana y sobre todo de la vida de las segundas generaciones de inmigrantes en los Estados Unidos. La novela, de rápida lectura, contiene un profundo mensaje sobre la búsqueda de la felicidad humana.
La novela reúne, desde el testimonio de distintas voces narrativas y a lo largo de un periodo que va desde 1944 a 1995, la vida de la familia León Cabral, establecida en Estados Unidos procedentes de Santo Domingo: Beli, la madre; sus hijos Lola y Óscar, apodado "Óscar Wao". Su lazo de unión con su isla lo centra su tía abuela, la Inca.
El foco narrativo comienza centrándose en Óscar, un adolescente dominicano que sobrevive como puede a su fantasía y sus carencias en Paterson, Nueva Jersey. Es un muchacho obeso, desastroso en su trato con las chicas, devorador impenitente de libros de fantasía e incapaz de convertir en realidad sus más ansiados sueños. Óscar de León quiere convertirse en el J. R. R. Tolkien dominicano y encontrar por fin el amor de su vida. Algo nada fácil si se tiene en cuenta el fukú, una extraña maldición que persigue a todo el continente americano y por ende a todos los miembros de su familia desde hace generaciones, predisponiéndolos a ser encarcelados y a sufrir trágicos accidentes, y sobre todo condenándoles al desamor. Así, la historia de su abuelo Abelard o de su madre Belicia gira en torno a esa maldición isleña. Hasta el verano decisivo en que Óscar decide cambiar su destino, regresando a su tierra. 
Junot Díaz sumerge al lector en las accidentadas vidas de este enamoradizo héroe, de su hermosa madre y de su brusca pero tierna hermana —víctimas del deseo inextinguible de estar siempre en otro lugar—, y en el viaje que una y otra vez arrastra a los tres de Santo Domingo a Nueva Jersey. Un personaje tierno hasta el ridículo, y que alcanza la dimensión profunda y sublime de héroe humano.